# Montaigu-la-Brisette
Montaigu-la-Brisette település Franciaországban, Manche megyében. Lakosainak száma 499 fő (2022. január 1.). Montaigu-la-Brisette Teurthéville-Bocage, Octeville-l’Avenel, Saint-Germain-de-Tournebut, Saussemesnil, Tamerville, Videcosville és Gonneville-le-Theil községekkel határos.

## Népesség
A település népességének változása:
| Lakosok száma | 420  | 401  | 407  | 468  | 507  | 511  | 510  | 501  | 496  | 499  |
|               | 1968 | 1982 | 1990 | 2006 | 2013 | 2015 | 2017 | 2019 | 2020 | 2022 |